# 森国造
森 国造（もり くにぞう、1890年12月18日 - 1949年4月22日）は、日本の海軍軍人。最終階級は海軍中将。

## 経歴
静岡県出身。森惣二郎・らく の息子として生まれる。静岡県立静岡中学校を経て、1912年（明治45年）7月、海軍兵学校40期を卒業。席次は144名中23位。翌年12月、海軍少尉に任官。海軍水雷学校高等科で学ぶ。
1921年（大正10年）11月、「浅間」分隊長となり、「沼風」艤装員、同水雷長、「谷風」「大井」の各水雷長を経て、水雷学校で特修学生として学ぶ。1925年（大正14年）12月、海軍少佐に昇進し、水雷学校教官兼分隊長兼横須賀海軍工廠造兵部部員に就任。1929年（昭和4年）11月、横須賀軍需部部員に転じ、次いで鎮海要港部参謀兼鎮海湾要塞参謀兼対馬要塞参謀に異動し、同年12月、海軍中佐に進級。
1933年（昭和8年）10月、「安宅」艦長に就任し、「愛宕」「長門」の各副長、呉鎮守府付、「愛宕」副長を経て、「佐多」特務艦長となり、1936年（昭和11年）12月、海軍大佐に昇進した。1937年（昭和12年）12月、臨時防備隊司令に発令され、軍令部出仕、呉鎮守府付、「日本海丸」艦長兼第13砲艇隊司令、第4防備隊司令、佐伯防備隊司令、佐世保鎮守府付、第1防備隊司令、佐世保鎮守府出仕を経て、1941年（昭和16年）11月、佐世保鎮守府連合特別陸戦隊司令官に発令され太平洋戦争を迎えた。
開戦後、横須賀第1特別陸戦隊との協同作戦によりセレベス島メナドを占領。1942年（昭和17年）3月、第23特別根拠地隊司令官に転じ、同年5月、海軍少将に進級。同年11月、横須賀鎮守府出仕となり、横須賀警備隊司令官兼横須賀第1海兵団長、第8艦隊司令部付を経て、1943年（昭和18年）9月、第7根拠地隊司令官となりニューギニアに赴任。翌月には第8艦隊司令部付に復帰。横須賀鎮守府付を経て、1944年（昭和19年）2月、父島方面特別根拠地隊司令官に就任。1945年（昭和20年）5月、海軍中将に進み終戦を迎えた。1946年（昭和21年）10月に予備役編入となった。
終戦後の1948年（昭和23年）3月、公職追放の仮指定を受けた。
戦後、父島在任中に起こった小笠原事件により戦犯指名され終身刑の判決を受けるが（アメリカ・グアム第11号裁判）、別のオランダ軍による裁判（オランダ・マカッサル第32号裁判）で、第23特別根拠地隊司令官時代における蘭印作戦後の捕虜虐待容疑により絞首刑の判決を受け、セレベス島マカッサルで刑が執行された。

## 栄典
- 1914年（大正3年）1月30日 - 正八位[2]
- 1916年（大正5年）1月21日 - 従七位[3]
- 1919年（大正8年）1月10日 - 正七位[4]
- 1929年（昭和4年）6月1日 - 正六位[5]